# اختبار المعادلة
يشير مصطلح اختبار المعادلة تقليديًا إلى العملية الإحصائية لتحديد الدرجات القابلة للمقارنة في أشكال مختلفة من الاختبار الدراسي. ويمكن تحقيق ذلك باستخدام نظرية الاختبار التقليدية أو نظرية الاستجابة للفقرة.
في نظرية الاستجابة للفقرة، تُعرّف المعادلة بأنها عملية وضع الدرجات من نموذجين أو أكثر من نماذج الاختبار المتوازية على مقياس درجات مشترك. والنتيجة هي إمكانية مقارنة الدرجات من نموذجين مختلفين من نماذج الاختبار مباشرةً، أو معاملتها كما لو كانت صادرة عن نموذج الاختبار نفسه. وعندما لا يكون الاختباران متوازيين، تُسمى العملية العامة بالربط. وهي عملية معادلة وحدات وأصول مقياسين تم على أساسهما تقدير قدرات الطلاب من نتائج اختبارات مختلفة. وتشبه هذه العملية معادلة درجات فهرنهايت مع درجات مئوية عن طريق تحويل القياسات من مقياس إلى آخر. ويُعد تحديد الدرجات القابلة للمقارنة نتيجة ثانوية للمعادلة، وينتج عن معادلة المقاييس التي تم الحصول عليها من نتائج الاختبار.